# Hofanlage Georgstraße 24
Die Hofanlage Georgstraße 24 im niedersächsischen Elsfleth-Moorriem, Bauerschaft Eckfleth im Landkreis Wesermarsch, stammt vom Anfang des 20. Jahrhunderts.

Aktuell (2023) wird sie als Wohnhaus und wohl landwirtschaftlich genutzt.
Die Gebäude stehen unter Denkmalschutz (siehe auch Liste der Baudenkmale in Elsfleth).

## Beschreibung und Geschichte
Die Marschhufensiedlung Moorriem mit der mittleren Bauerschaft Eckfleth erstreckt sich über etwa 16 Kilometer, wurde nach 1062 gegründet und erhielt im 14. Jahrhundert die heutige Struktur mit den schmalen, oft extrem langgestreckten Parzellen. Im Abstand von ca. 50 bis 100 Metern liegen zahlreiche Hofstellen auf Wurten.
Die Hofanlage von um 1910 besteht aus
- dem eingeschossigen giebelständigen Wohn- und Wirtschaftsgebäude als verklinkertes Gulfhaus mit
  - der Gulfscheune mit Krüppelwalmdach und segmentbögigen Öffnungen und
  - dem dahinter angefügten etwas schmaleren eineinhalbgeschossigen Wohnteil mit Drempel und Satteldach sowie Rahmung der Bögen und im Giebel ansteigendem Treppenfries[2]
- sowie dem verklinkerten Backhaus aus derselben Zeit In Backstein und mit Satteldach.[3]

Das Landesdenkmalamt befand: „… geschichtliche Bedeutung … als beispielhaftes Gulfhaus der Zeit um 1910 …“
Das Gulfhaus oder Ostfriesenhaus ist eine Bauernhausform, die im 16. und 17. Jahrhundert in Norddeutschland aufkam, als Scheune mit massiven Außenwänden und zumeist innerem Holzgerüst.